# Anna Magdalena Bach
Anna Magdalena Bach (født 22. september 1701 i Zeitz som Anna Magdalena Wilcke, død 27. februar 1760 i Leipzig) var en tysk sopran og Johann Sebastian Bachs anden hustru.
Hun var yngste datter af den fyrstelige hof- og felttrompeterer i Sachsen-Weißenfels, Johann Kaspar Wilcke. I 1720 kom hun som sopran til hoffet hos fyrst Leopold af Anhalt-Köthen. Der mødte hun Johann Sebastian Bach, som blev kapelmester der i 1717. Den 3. december 1721 blev de gift.
Hendes navn er særlig forbundet med Notenbüchlein für Anna Magdalena Bach, udgivet af Arnold Schering efter  originalen på det preussiske statsbibliotek i Berlin. Det drejer sig egentlig om to notatbøger med musikstykker; bogen fra 1722 indeholder værker af komponistmanden, mens nodebogen fra 1725 også har værker af andre, for det meste ukendte komponister. Hendes "selvbiografi" Die kleine Chronik der Anna Magdalena Bach er fiktiv og er skrevet i 1930 af den engelske forfatterinde Esther Meynell .
Anna Magdalena Bach fødte komponisten følgende børn:
- Christiana Sophia Henrietta (* 1723; † 1726)
- Gottfried Heinrich (* 1724; † 1763)
- Christian Gottlieb (* 1725; † 1728)
- Elisabeth Juliana Friederica, kaldt «Liesgen» (* 1726; † 1781)
- Ernestus Andreas (* 1727; † 1727)
- Regina Johanna (* 1728; † 1733)
- Christiana Benedicta (* 1729; † 1730)
- Christiana Dorothea (* 1731; † 1732)
- Johann Christoph Friedrich (* 1732; † 1795)
- Johann August Abraham (* 1733; † 1733)
- Johann Christian (* 1735; † 1782)
- Johanna Carolina (* 1737; † 1781)
- Regina Susanna (* 1742; † 1809)